# Vegetativ förökning

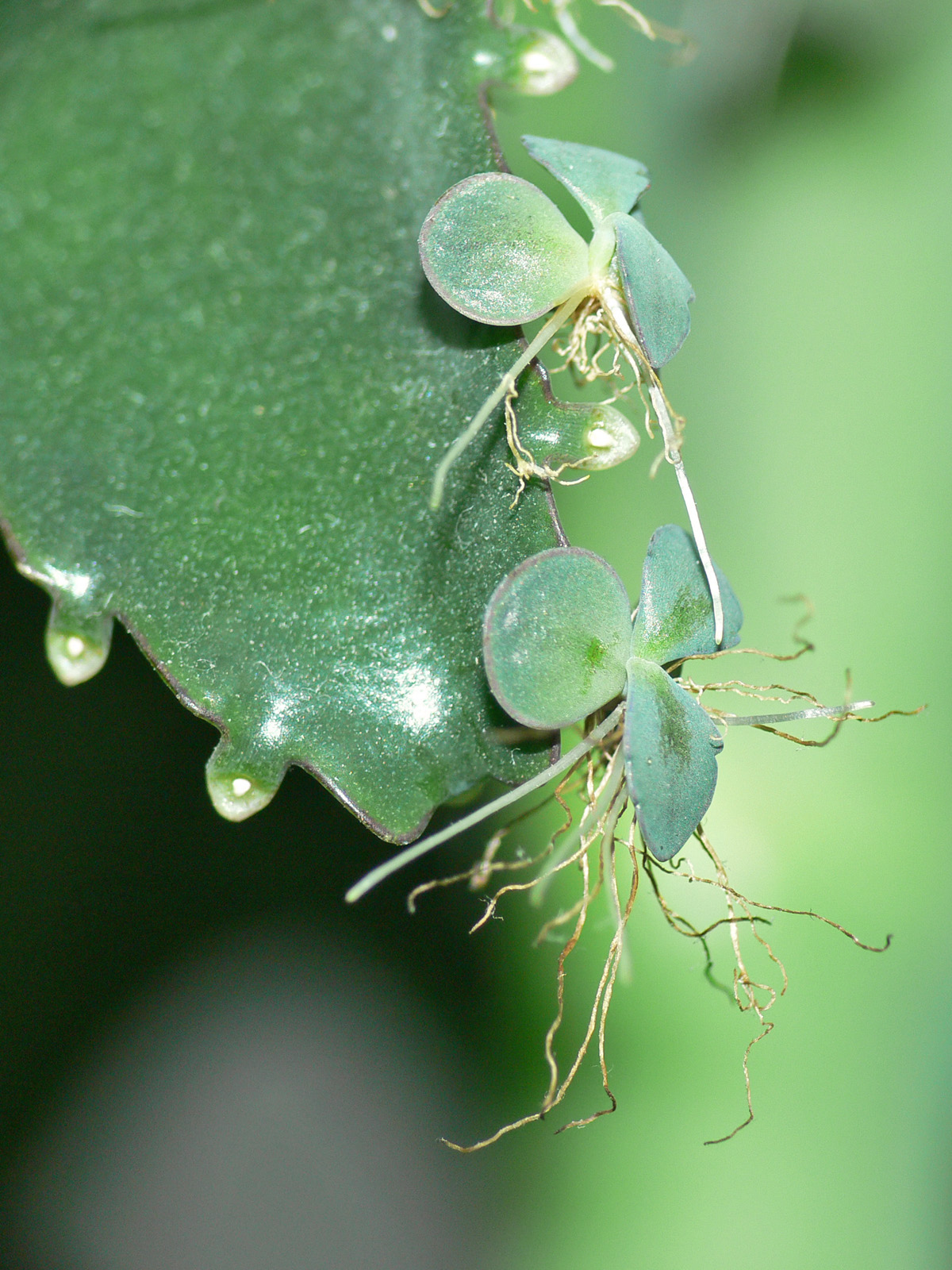
Bildning av groddknoppar med rötter i bladkanten hos Kalanchoe pinnata.

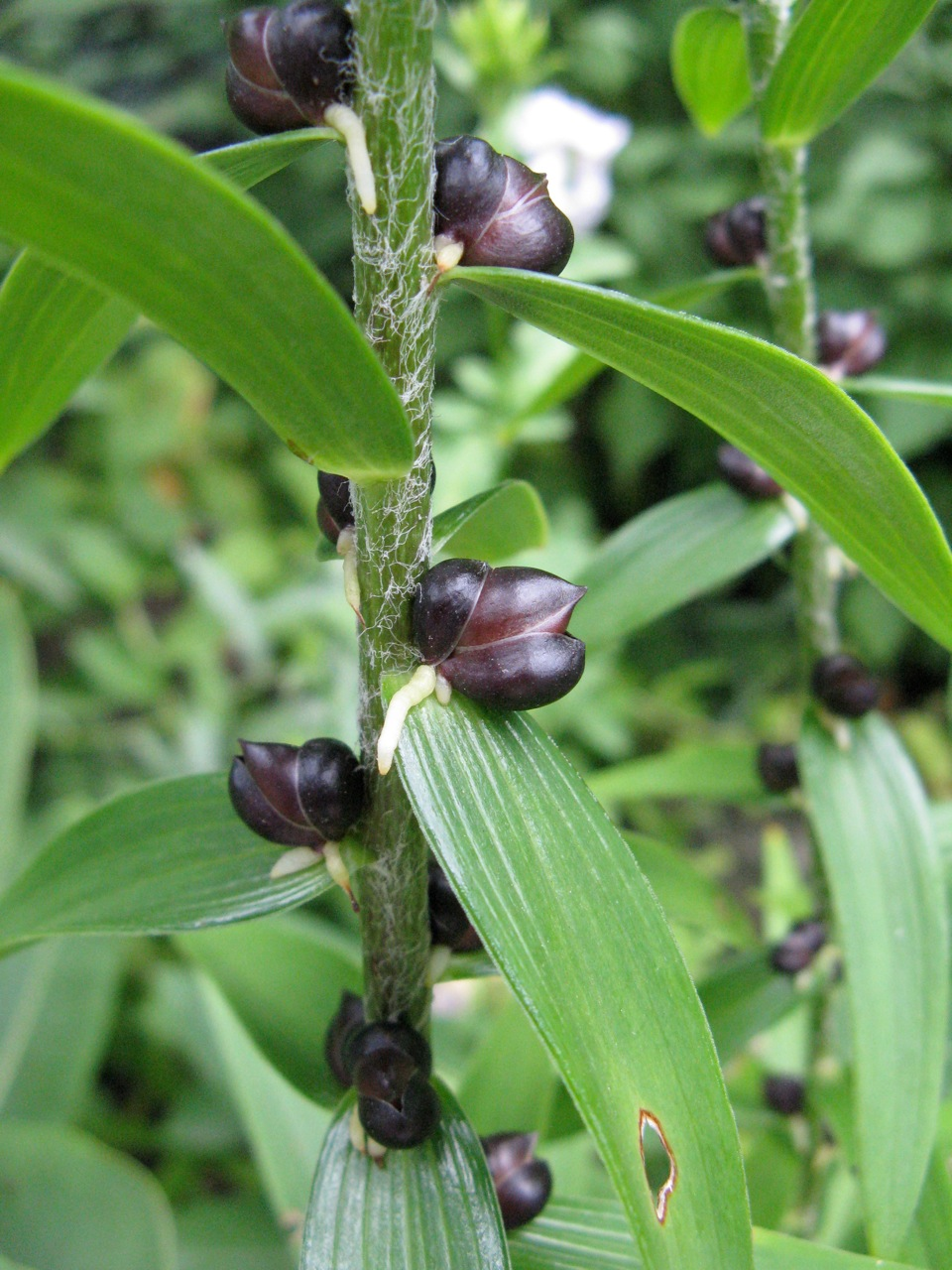
Bildning av groppknoppar i bladvecken hos Lilium lancifolium.

Vegetativ förökning (könlös förökning) är icke-sexuell förökning med utlöpare, sticklingar eller groddknoppar hos växter. Begreppet används i kontrast mot sexuell förökning som innebär bildande av könsceller och befruktning av dessa. Vegetativ förökning är mycket vanligt hos blomväxter men nästan okänt hos barrträd vilket gör att barrträd inte kan förökas med sticklingar. Vid vegetativ förökning blir avkomman genetiskt identisk med moderplantan, inte ens omkombinerad som vid självbefruktning.